# Paul Etyang
Paul Etyang (?, 15 août 1938 – Kampala, 31 décembre 2020) est un homme politique ougandais.

## Source
- (en) Cet article est partiellement ou en totalité issu de l’article de Wikipédia en anglais intitulé « Paul Etyang » (voir la liste des auteurs).